# Ірма Йоганссон
Ірма Йоганссон (швед. Irma Elina Johansson, 3 квітня 1932, Калікс, Норрботтен, Швеція) — шведська лижниця, олімпійська чемпіонка, а також призер чемпіонату світу з лижних видів спорту 1958 року.

## Життєпис
Ірма Еліна Йоганссон народилася в місті Калікс, лен Норрботтен, Швеція. У чотирнадцятирічному віці здобула свій перший титул у жіночих змаганнях з лижних видів спорту 1946 року. В 1955 році її успіхи були помічені тренерами національної олімпійської збірної Швеції і Йоганнсон включи в її склад.
На зимових Олімпійських іграх 1956 року Йогансон дебютувала в лижних перегонах вільним стилем на 10 км та естафеті 3×5 км. 28 січня 1956 року під час перегонів вільним стилем на 10 км з результатом +40:20 вона фінішувала сьомою. 1 лютого жіноча команда Швеції у складі Йоганссон, Рутстрем-Едстрем та Страндберг вибороли бронзові нагороди в естафета 3×5 км. З результатом 1:09:48 вони пропустили вперед суперниць з СРСР (1:09:28 — 2 місце) та Фінляндії (1:09:01 — 1 місце).
Наступні зимові Олімпійські ігри 1960 року стали більш успішними для Йоганссон. Як і на попередніх іграх, вона була заявлена для участі в лижних перегонах вільним стилем на 10 км та естафеті 3×5 км. 20 лютого 1960 року під час перегонів вільним стилем на 10 км з результатом +41:08.3 вона фінішувала лише восьмою. Золотими медалями закінчилася естафета 3×5 км для шведскої команди у складі Йоганссон, Рутстрем-Едстрем та Страндберг. Із загальним результатом 1:04:21.4 вони фінішували першими, залишивши позаду конкуренток із СРСР (1:05:02.6 — 2 місце) та Фінляндії (1:06:27.5 — 1 місце).